# Thebarton
Thebarton ist eine Vorstadt von Adelaide, South Australia. Die Vorstadt grenzt an den River Torrens im Norden, an die Port Road und an den Bonython Park im Osten, die Kintore Street im Süden und im Westen an die South Road. Bei der letzten Volkszählung im Jahr 2016 lebten in der Vorstadt 1431 Einwohner.

## Überblick
Thebarton wurde nach der Theberton Hall in Suffolk benannt, in der der britische Oberst William Light seine Ausbildung absolvierte, der erste General-Vermesser der britischen Kolonie South Australia. Das Gebiet des heutigen Thebarton wurde bis etwa 1840 Theberton genannt. Vor der ersten europäischen Besiedlung war Thebarton und Hindmarsh ein Gebiet der Aborigines der Kurnai, die es Karraundongga nannten, was „Platz der Speere am River Red Gum“ bedeutet, weil am Flussufer Bäume wuchsen, die sich besonders für die Herstellung von Speeren eigneten. Oberst Light vermaß das Stadtgebiet und baute das Theberton Cottage im Norden dieses Gebiets. Das Areal von Thebarton wurde im Februar 1839 für den Häuserbau weiter aufgeteilt. Der Aufbau der Häuser dauerte lange an und deshalb betrug im Jahr 1866 die Population von Thebarton etwa 450 Personen.
In der anliegenden Vorstadt Torrensville von Adelaide befinden sich Gebäude, die den Namen Thebarton tragen, wie Thebarton Oval, der Thebarton croquet and bowls club, das Thebarton Theatre und die Thebartonschulungsstätte für Führungskräfte.
Der Vorort Thebarton beherbergt in seinen Mauern eine große griechisch-australische Population und hat damit den größten griechisch-australischen Bevölkerungsanteil in Australien. 2001 wurden vom Australian Bureau of Statistics in Thebarton und im benachbarten Torrensville 4471 Griechen-Australier gezählt, das waren 18,7 Prozent der Gesamtbevölkerung.
In Thebarton befindet sich die St. George Greek Orthodox Church, der größte griechisch-orthodoxe Kirchenbau in Adelaide, sowie die Eissporthalle (auch Snowdome Adelaide genannt), in der die Mannschaft der Adelaide Adrenaline Eishockey in der Australian Ice Hockey League spielt. Einer der vier Standorte der University of Adelaide befindet sich dort und das Adelaide Gaol.
Thebarton liegt im lokalen Verwaltungsgebiet der City of West Torrens und im Wahlkreis des South Australian House of Assembly für das Australian House of Representatives in der Division of Adelaide.

## Grundwasser kontaminiert
Es ist aus den 1950er-Jahren bekannt, dass Grundwasser im Bereich von Thebarton zu salzig ist, um als Trinkwasser dienen zu können.
Juli 2019 schlug die Umweltbehörde Environment Protection Authority (EPA) ein Verbot der Grundwassernutzung hier und in einem Teil von Mile End (auch) für das Bewässern von Garten, Gemüsezucht und zur Straßenreinigung vor. Auslöser ist der – sehr geringe – Gehalt an Uran und an chlorierten Kohlenwasserstoffen.
Tri- und Tetrachloräthylen sind typische Entfetter, die von Chemischen Reinigungen und Fabriken emittiert wurden und sind verantwortlich auch für Grundwassersperren innerhalb Adelaide in Edwardstown, Clovelly Park, Allenby Gardens and Glenelg East.
In Thebarton wurde in den 1950er-Jahren eine Lehmkuhle für die Ziegelproduktion betrieben. In einem Gebäude daneben, an der West Thebarton Road arbeitete ein Labor der bis 1987 staatlichen AMDEL (Australian Mineral Development Laboratories) und testete Uranerzproben von den 1950ern bis 2008. Abfälle wurden in der Lehmgrube abgelagert jedoch in den 1980ern und 1990ern entfernt, als radioaktiver Abfall in Radium Hill endgelagert, die Grube verfüllt und abgedeckt.
Dennoch wurden 2019 am Ort der ehemaligen Grube und in umliegenden Böden erhöhte Konzentrationswerte für Uran und Blei gemessen. Das Grundwasser überschreitet bei Uran, Blei und Arsen die Grenzwerte für Grundwasser.

## Persönlichkeiten
- Baden Pattinson (1899–1978), Politiker
- Desmond Charles Moore MSC (1926–2020), Ordensgeistlicher und römisch-katholischer Bischof von Alotau-Sideia in Papua-Neuguinea